# Peabody (Massachusetts)
Peabody è una città degli Stati Uniti d'America facente parte della contea di Essex nello stato del Massachusetts.

## Storia
L'attuale Peabody era conosciuta in passato con i nomi di Northfields, The Farms e Brooksby. Fondata nel 1626, venne incorporata nel 1629 nella città di Salem e nel 1752 in quella di Danvers. In quest'ultima condizione ci si riferiva generalmente alla zona dell'attuale Peabody come a "the South Parish" (la Parrocchia a Sud), in rapporto alla chiesa nota oggi come "Peabody Square". Nel 1855 la comunità della South Parish si staccò da Danvers, ottenendo l'autonomia amministrativa il 18 maggio dello stesso anno col nome di South Danvers. Quest'ultimo nome fu cambiato, il 30 aprile 1868, in quello definitivo di Peabody in onore di George Peabody, il noto filantropo nato proprio in questa cittadina. Peabody divenne città nel 1916.

## Economia

### Principali datori di lavoro
- Analogic Corporation
- Boston Children's Hospital
- Boston Acoustics
- Carl Zeiss AG
- Christian Book Distributors
- JEOL
- Lahey Hospital & Medical Center
- Meridian Interstate Bancorp
- Northshore Mall
- Rousselot Gelatine (Kodak)
- Saucony
- UTC Aerospace Systems